# Provincia de Mompós
La provincia de Mompós, fue una división administrativa y territorial de la Gran Colombia y la República de la Nueva Granada, creada el 18 de abril de 1826 con los cantones más meridionales de las provincias de Cartagena y Santa Marta. Al constituirse los estados federales de Bolívar y Magdalena en 1857 Mompós fue disgregada entre estos, pasando la parte occidental del río Magdalena al primero y la oriental al segundo; la parte que pasó al estado de Bolívar fue convertida en una de sus divisiones administrativas.

## Historia

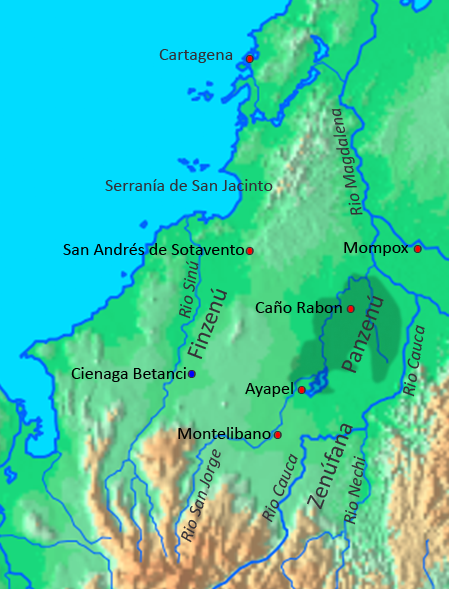
Regiones habitadas por los Zenú.

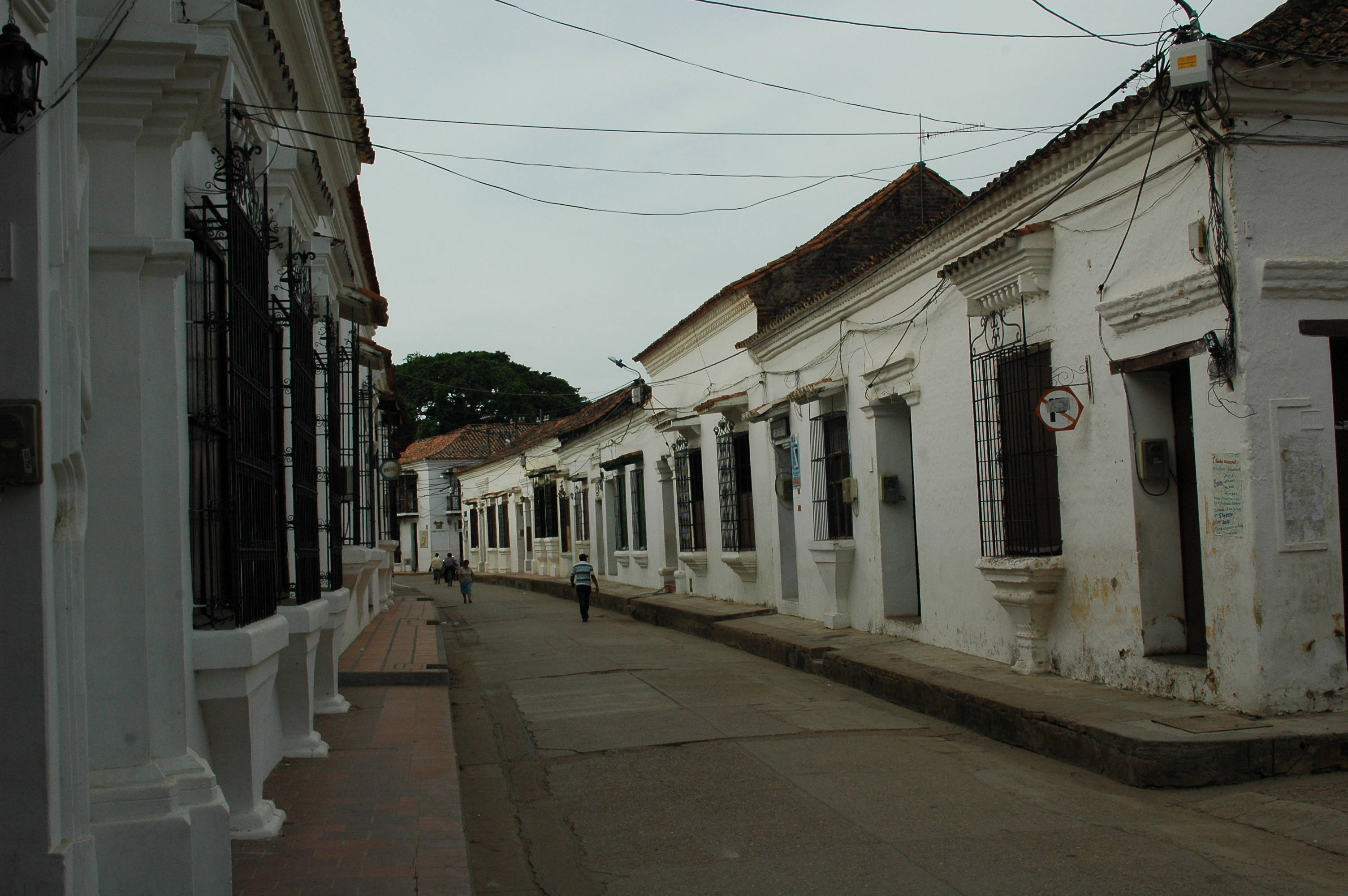
Calle momposina con arquitectura colonial.

La primera provincia de Mompós fue creada en 1561 por orden del rey Felipe II debido a su importancia en el comercio fluvial con otras regiones del Virreinato, especialmente con la Provincia de Antioquia y la ciudad de Cartagena de Indias. Sin embargo esta denominación duró poco por los pleitos de jurisdicción con Cartagena y por querer alejarse del control directo español, además de las actividades de contrabando que se venían produciendo en la ciudad.
La segunda provincia de Mompós fue creada el 14 de agosto de 1810, cuando Santa Cruz de Mompós y la población de su jurisdicción, que entonces eran parte de la Provincia de Cartagena, se declararon provincia independiente (tanto de Cartagena como de España) al enterarse de los acontecimientos ocurridos en Bogotá y del rechazo de Cartagena a las peticiones de la junta de gobierno momposina (creada el 6 de agosto). Ya el 14 de junio de 1810 los nacionalistas de Cartagena habían iniciado un golpe de Estado con ayuda de la milicia popular del barrio de Getsamani, y a raíz de ello el gobernador fue destituido, encarcelado y sustituido por Don Blas de Soria.
Ante la reclamación momposina el gobierno de Cartagena envió varios comisionados para la discusión del tema, que terminó en una negociación infructuosa y cuyo resultado final fue que el 31 de enero de 1811 la capital de la provincia dirigiera una fuerte ofensiva militar contra Mompós al mando de Antonio José de Ayos, batalla en la cual Cartagena obtuvo la victoria y retomó su soberanía sobre los momposinos.

## Geografía

### Aspecto físico
La provincia estaba ubicada enteramente en el valle del río Magdalena sobre la depresión momposina, ocupando el sur del actual departamento colombiano de Bolívar. El territorio era relativamente plano con excepción de sus zonas meridionales, donde se encontraba la Serranía de San Lucas.

## División territorial
La provincia estaba dividida en los cantones de Mompós, Magangué, Majagual, Simití y Ocaña (este último pasó a convertirse en la Provincia de Ocaña en 1850).
Entre 1843 y 1851 la provincia estaba conformada por los siguientes cantones, distritos parroquiales y aldeas:
- Cantón de Mompós: Mompós, Barranco de Loba, Hatillo de Loba, San Martín de Loba, Margarita, San Fernando, y Talaigua.
- Cantón de Magangué: Magangué, Guazo, Retiro, San Sebastián de Madrid, Tacasaluma y Yatí.
- Cantón de Majagual: Majagual, Achí, Algarrobo, Palmarito y Tiquisio.
- Cantón de Ocaña: Ocaña, Aguachica, Ángeles, Aspasica, Otaré, Buenavista, Carmen, Convención, Corredor, La Cruz, La Palma, Pueblo Nuevo, Puerto Nacional, Río de Oro, San Antonio, San Bernardo, San Juan Crisóstomo, Simaña y Teorama.
- Cantón de Simití: Simití, Morales, Norosí, Rioviejo, San Pablo y Badillo.

## Demografía
De acuerdo al censo de 1835, la provincia contaba ya con 47.557 habitantes, y para 1843, con 48.828.
Según el censo de 1851, la provincia contaba con 30.207 habitantes, de los cuales 14.281 eran hombres y 15.926 eran mujeres.
| Evolución demográfica de la provincia de Mompós |
|                                                 |